# فلورنس عيد أوكدن
الدكتورة فلورنس عيد-أوكدن هي خبيرة اقتصادية بريطانية ومديرة تنفيذية وكبيرة اقتصاديين في أرابيا مونيتور ، وهي مؤسسة بحثية مستقلة مقرها لندن تركز على الاقتصادات والأسواق والجغرافيا السياسية في الشرق الأوسط وشمال إفريقيا.

## حياتها المهنية
الدكتورة فلورنس عيد أوكدن هي الرئيسة التنفيذية وكبير الاقتصاديين في أرابيا مونيتور. عملت أستاذاً للاقتصاد والمالية في الجامعة الأمريكية في بيروت وأستاذة زائرة في انسياد و HEC باريس. عمل سابقًا رئيسًا لأبحاث الشرق الأوسط وشمال إفريقيا في جيه بي مورغان ، كما عملت الدكتورة فلورنس عيد أوكدين مع البنك الدولي في أمريكا اللاتينية وشمال إفريقيا، وبعد ذلك، في جانب الشراء بصفتها خبيرة في الاستثمار في صناديق التحوط. تعمل في مجلس إدارة بنك المؤسسة العربية المصرفية الدولي في لندن وبنك ABC الأردن، جمعية المصرفيين العرب في أمريكا الشمالية في نيويورك، وعضوية المجلس الاستشاري لكلية إدارة الأعمال بجامعة الفيصل بالمملكة العربية السعودية. . عملت كأمينة للجامعة الأمريكية في باريس، ومديرة شعاع كابيتال في دبي. عملت مؤخرًا كعضو في اللجنة الاستشارية لمخاطر النظام المالي في HSBC في الشرق الأوسط.
الدكتورة عيد أوكدن هي مساهمة منتظمة في بلومبرج نيوز، وقد ظهرت على سي إن إن، فرانس 24 ، وول ستريت جورنال..
حصلت الدكتورة عيد أوكدن على الدكتوراه حاصل على درجة الدكتوراه في الاقتصاد التنظيمي من معهد ماساتشوستس للتكنولوجيا (MIT) مع لجنة دكتوراه مشتركة من معهد ماساتشوستس للتكنولوجيا بجامعة هارفارد، تحت إشراف البروفسور بينجت هولمستروم الحائز على جائزة نوبل. وهي تتحدث العربية والإنجليزية والفرنسية والإسبانية بطلاقة، ولديها معرفة عملية بالإيطالية والبرتغالية